# European University Alliance for Global Health
La European University Alliance for Global Health, abrégé en EUGLOH, est une association européenne d'universités et d'établissements formée le 13 septembre 2019 et dont le projet est soutenu et financé par la Commission européenne depuis le 26 juin 2019,, dans le cadre de l'initiative « Universités Européennes » du programme Erasmus+. En France, l'université Paris-Saclay en fait partie.
L'alliance universitaire européenne EUGLOH regroupe aujourd’hui cinq grandes universités européennes de cinq États membres de l'Union européenne.

## Liste des membres

### Universités fondatrices
- Université Paris-Saclay, France
  - et ses établissements-composantes :
  - CentraleSupélec, France
  - École normale supérieure Paris-Saclay, France
  - Institut d'optique Graduate School, France
  - AgroParisTech, France
  - ainsi que ses membres-associés :
  - Université de Versailles-Saint-Quentin-en-Yvelines, France
  - Université d'Évry-Val-d'Essonne, France
- Université Louis-et-Maximilien de Munich, Allemagne
- Université de Lund, Suède
- Université de Szeged, Hongrie
- Université de Porto, Portugal